# Vattenfall
Ett vattenfall är en plats där ett vattendrag faller rakt ned.

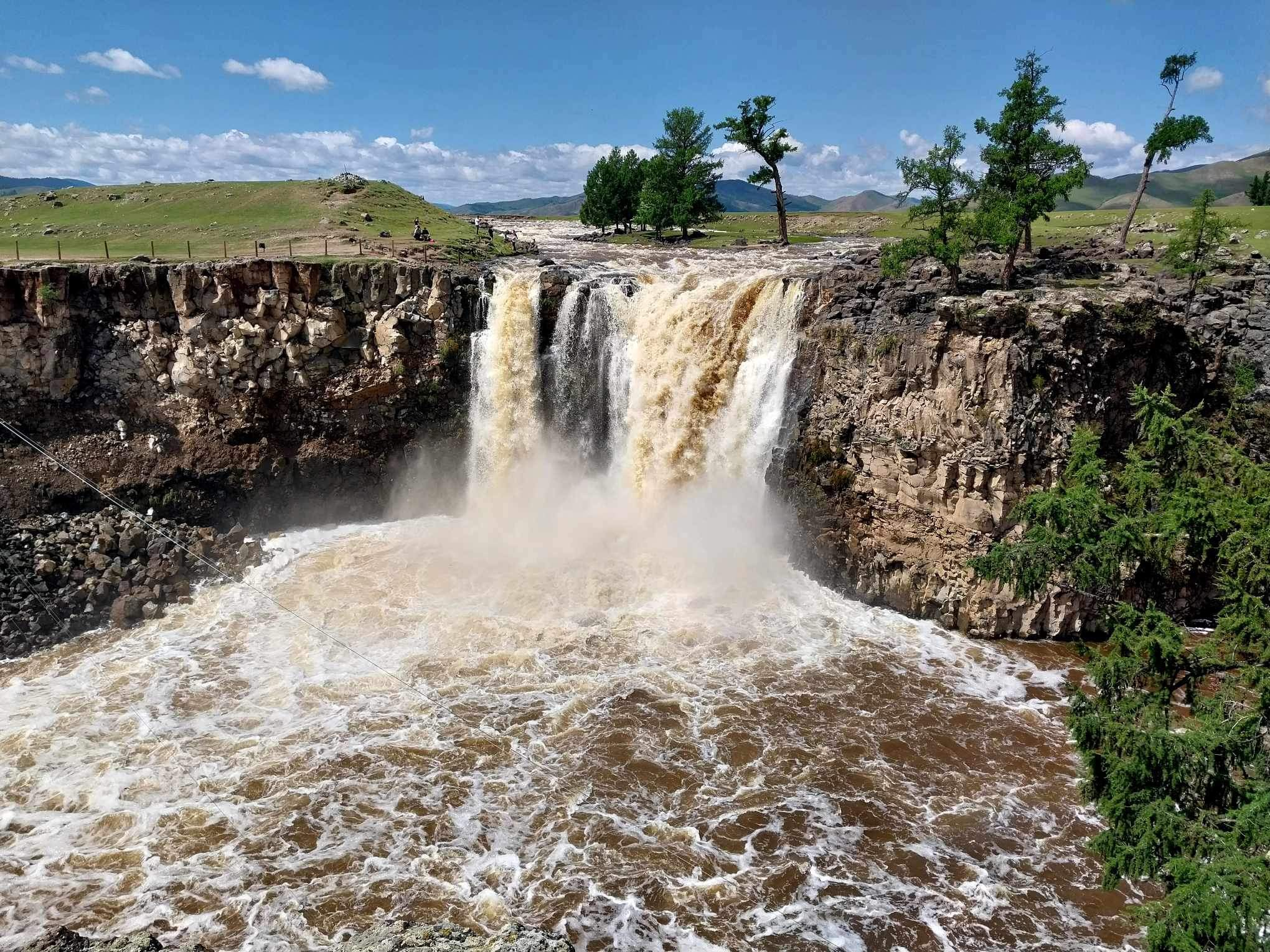
Ulaan tsutgalan i Mongoliet, 10 meter brett och 24 meter högt.

Vattenfall bildas där rinnande vatten ej kunnat erodera ner marken lika mycket överallt, varför ett slags stup bildas på botten. Uppströms och nedströms från detta stup rinner vattnet som vanligt, men över stupet störtar vattnet brant ner. Många kända vattenfall benämns i pluralform som -fallen, antingen på grund av att de består av flera sammanlänkade fall eller efter engelska språkets vanliga pluralform även för enkla fall (jämför engelskans Angel Falls med spanskans Salto Ángel). 
Världens högsta vattenfall är Angelfallen (976 meter, varav 807 i det största av flera successiva fall) i Venezuela. Sveriges högsta vattenfall är det 125 meter höga Njupeskär.

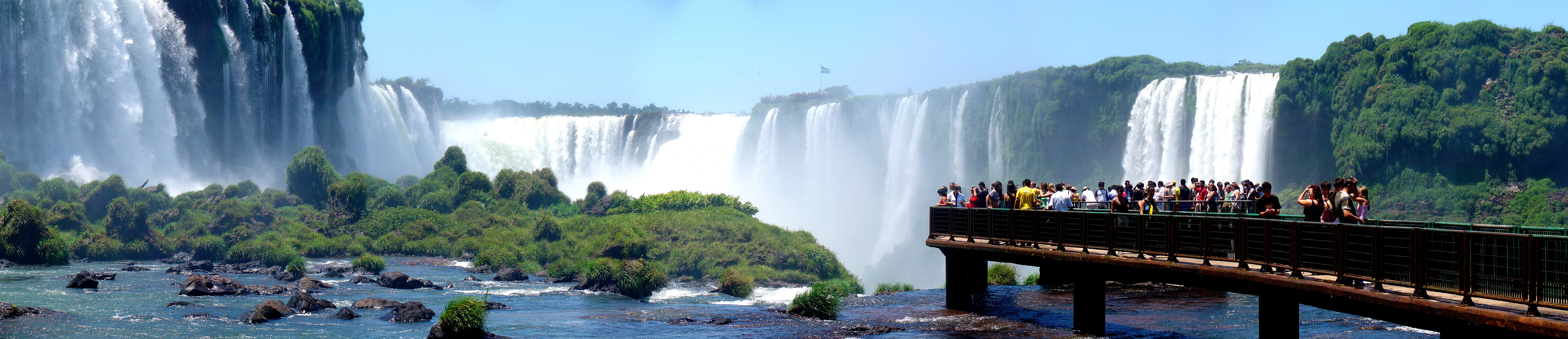
Iguazúfallen (Argentina)

## Typer
Några typer av vattenfall är:

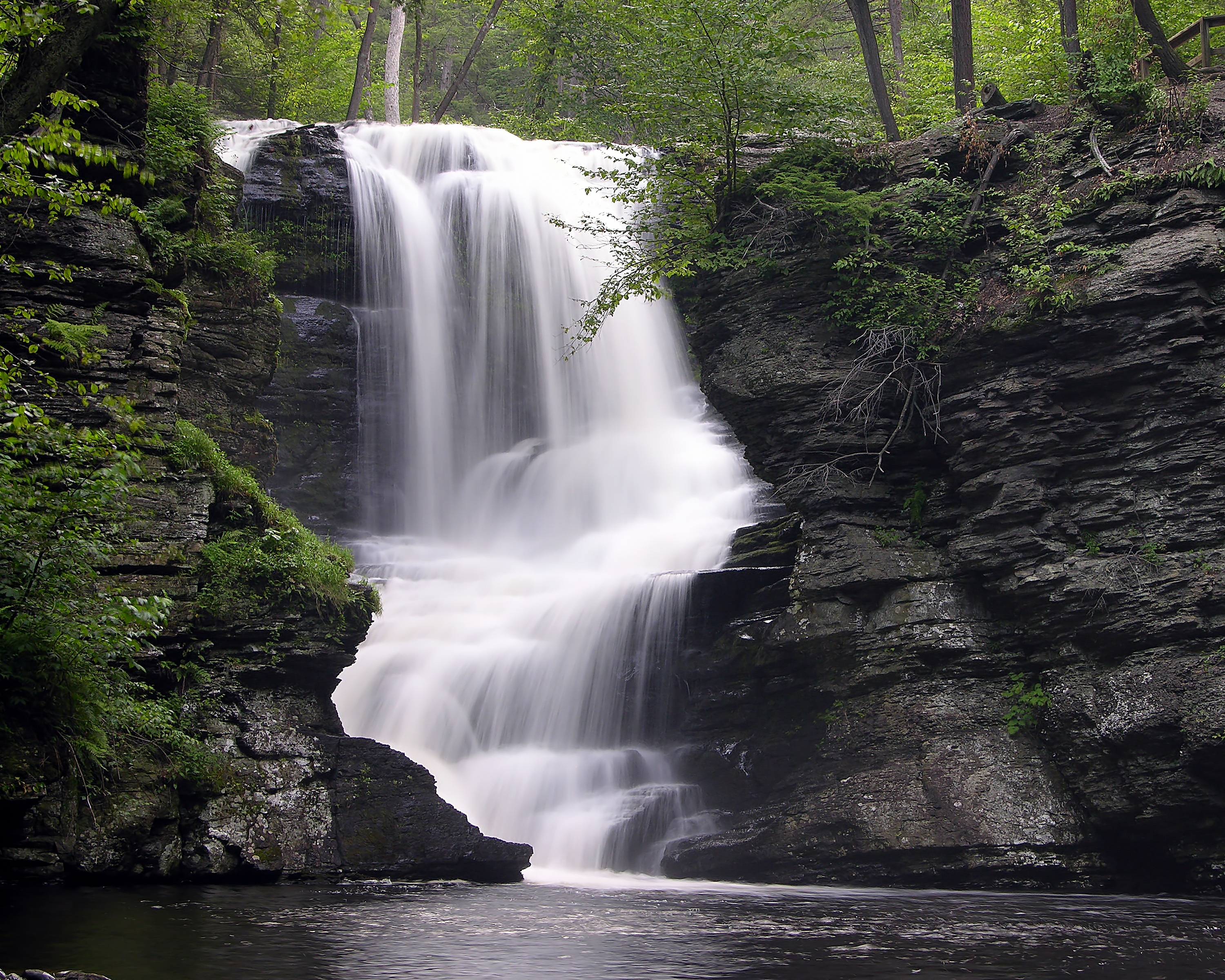
Ett mindre vattenfall

- Block: Vattenfall från en relativt bred å eller flod, fallet är bredare än det är högt. Fallet behöver inte vara sammanhängande från sida till sida.
- Flerstegs: Vattnet faller i flera vattenfall efter varandra, vart och ett med sin egen nedfallsdamm.
- Fritt fall: Vattnet faller vertikalt utan kontakt med klippytan.
- Hästsvans: Fallet har viss kontakt med klippytan, men mister sedan kontakten.
- Kaskad: Ett vanligen mindre vattenfall, som faller utför en serie terrassvis liggande klippor.
- Katarakt: Ett stort, kraftfullt vattenfall som störtar sig lodrätt ned utför en klippvägg utan avsatser. Ofta synonymt med fritt fall. Ordet avser vanligen de sex stora vattenfallen i floden Nilen.
- Segmenterat: Flera klart åtskilda fall vid sidan av varandra.
- Solfjäder: Bredden på vattenfallet blir större ju längre fallet löper (i kontakt med klippytan), fallets bas är betydligt bredare än dess topp.

## Kända vattenfall
- Angelfallen, Venezuela
- Niagarafallen, USA och Kanada
- Victoriafallen, Zimbabwe och Zambia
- Iguazúfallen, Brasilien, Argentina
- Yosemitefallen, USA
- Krimmlerfallen, Österrike

## Svenska vattenfall
- Brudslöjan
- Fettjeåfallet
- Forsakar
- Forsemölla
- Fämtfallet
- Hallamölla
- Huskvarnafallet
- Hällingsåfallet
- Jokkfall
- Linafallet
- Muddusfallet (Muddusjokks vattenfall)
- Njupeskär
- Nämforsen
- Ramhultafallet
- Ristafallet
- Stora Sjöfallet
- Storforsen
- Styggforsen
- Trollhättefallen
- Tvillingfallen (Greven och Grevinnan)
- Tännforsen
- Västanåfallet
- Älgafallet